# Municipio Joquicingo
Koordinaten: 19° 3′ 0″ N, 99° 31′ 48″ W
Joquicingo ist ein Municipio im mexikanischen Bundesstaat México. Die Gemeinde hatte im Jahr 2010 12.840 Einwohner, ihre Fläche beträgt 63,2 km².
Verwaltungssitz des Municipios ist Joquicingo de Díaz, größter der zehn Orte des Municipios ist hingegen Techuchulco de Allende.

## Geographie
Joquicingo liegt im Süden des Bundesstaates Mexiko, etwa 30 km südöstlich von Toluca de Lerdo.
Das Municipio Joquicingo grenzt an die Municipios Tenancingo, Malinalco, Ocuilan, Tianguistenco, Texcalyacac und Tenango del Valle.